# Karl Hartl
Karl Hartl, nato Karl Anton Hartl (Vienna, 10 maggio 1899 – Vienna, 29 agosto 1978), è stato un regista, sceneggiatore e produttore cinematografico austriaco.

## Biografia
Nato Karl Anton Hartl, dopo aver finito gli studi a Vienna, diventò assistente e aiuto regista alla Sascha Film. Dal 1919, fu assistente del regista ungherese Alexander Korda di cui divenne anche produttore esecutivo a Berlino. Nel 1926, tornato a Vienna, riprese a lavorare per la casa di produzione di Sascha Kolowrat-Krakowsky. Vecchio amico di Gustav Učicky, di cui era stato compagno di scuola, lavorò per lui come direttore di produzione e poi, nel 1929, come co-regista.
Negli anni trenta, girò diciotto film. Tra gli attori da lui diretti, vanno ricordati Brigitte Helm, Willi Forst, Hans Albers, Heinz Rühmann. Dal 1938, diventò capo produzione della Wien-Film GmbH, l'associazione nazionale delle case di produzione austriache. Dagli anni quaranta agli anni cinquanta, diresse ancora una dozzina di film, soprattutto pellicole di intrattenimento, continuando la sua attività di produttore e di consulente.
Karl Hartl morì a Vienna il 29 agosto 1978.

## Filmografia parziale

### Regista
- Ein Burschenlied aus Heidelberg (1930)
- Montagne in fiamme (Berge in Flammen), co-regia Luis Trenker (1931)
- La contessa di Montecristo  (Die Gräfin von Monte-Christo) (1932)
- Doomed Battalion co-regia Cyril Gardner (1932)
- Der Prinz von Arkadien (1932)
- FP 1 non risponde (F.P.1 antwortet nicht) (1932)
- F.P.1 (1933)
- Ihre Durchlaucht, die Verkäuferin (1933)
- Caprice de princesse , co-regia di Henri-Georges Clouzot (1934)
- Oro  (Gold) (1934)
- L'Or, co-regia di Serge de Poligny (1934)
- Così finì un amore (So endete eine Liebe) (1934)
- Zingaro barone (Zigeunerbaron) (1935)
- Il segreto dei candelabri (Die Leuchter des Kaisers) (1936)
- Ritt in die Freiheit (1937)
- Sherlock Holmes (Der Mann, der Sherlock Holmes war) (1937)
- Gastspiel im Paradies  (1938)
- Angeli senza felicità (Wen die Götter lieben) (1942)
- La casa dell'angelo (Der Engel mit der Posaune) (1948)
- The Mozart Story, co-regia di Frank Wisbar (1948)
- The Wonder Kid (1951)
- Der schweigende Mund (1951)
- Haus des Lebens (1952)
- Liebeskrieg nach Noten (1953)
- Alles für Papa (1953)
- Weg in die Vergangenheit (1954)
- Mozart (1955)
- Rot ist die Liebe (1957)
- La freccia del giustiziere (Wilhelm Tell), co-regia di Michel Dickoff (1961)

### Sceneggiatore
- Der Sträfling aus Stambul, regia di Gustav Ucicky (1929)
- L'immortale vagabondo (Der unsterbliche Lump), regia di Gustav Ucicky e Joe May (1930)
- Hokuspokus
- The Temporary Widow, regia di Gustav Ucicky (1930)
- Montagne in fiamme (Berge in Flammen), regia di Luis Trenker e Karl Hartl (1931)
- The Doomed Battalion, regia di Karl Hartl e Cyril Gardner (1932)
- Ihre Durchlaucht, die Verkäuferin, regia di Karl Hartl (1933)
- Caprice de princesse , regia di Henri-Georges Clouzot e Karl Hartl (1934)
- Così finì un amore (So endete eine Liebe), regia di Karl Hartl (1934)
- Il segreto dei candelabri (Die Leuchter des Kaisers) regia di Karl Hartl (1936)
- Ritt in die Freiheit, regia di Karl Hartl (1937)
- Sherlock Holmes (Der Mann, der Sherlock Holmes war), regia di Karl Hartl (1937)
- Gastspiel im Paradies , regia di Karl Hartl (1938)
- La casa dell'angelo (Der Engel mit der Posaune), regia di Karl Hartl (1948)
- The Angel with the Trumpet, regia di Anthony Bushell (1950)
- The Wonder Kid, regia di Karl Hartl
- Der schweigende Mund, regia di Karl Hartl (1951)
- Haus des Lebens, regia di Karl Hartl (1952)
- Liebeskrieg nach Noten, regia di Karl Hartl (1953)
- Alles für Papa, regia di Karl Hartl (1953)
- Mozart, regia di Karl Hartl (1955)
- Rot ist die Liebe, regia di Karl Hartl (1957)
- La freccia del giustiziere (Wilhelm Tell), regia di Michel Dickoff e Karl Hartl (1961)
- Viaggio indimenticabile (Flying Clipper - Traumreise unter weissen Segeln), regia di Hermann Leitner, Rudolf Nussgruber - documentario (1962)

### Produttore
- La signora che non vuole bambini (Madame wünscht keine Kinder), regia di Alexander Korda (1926)
- La riva del destino (Frau im Strom), regia di Gerhard Lamprecht (1939)
- L'amore più forte (Mutterliebe), regia di Gustav Ucicky (1939)
- Das jüngste Gericht, regia di Franz Seitz (1940)
- Il postiglione della steppa (Der Postmeister), regia di Gustav Ucicky (1940)
- Donauschiffer, regia di R. A. Stemmle (1940)
- Krambambuli
- Meine Tochter lebt in Wien, regia di E.W. Emo (1940)
- Per tutta una vita (Ein Leben lang ), regia di Gustav Ucicky (1940)
- Invito alla danza (Wir bitten zum Tanz), regia di Hubert Marischka - direttore di produzione (1941)
- Hundstage, regia di Géza von Cziffra (1944)

### Attore
- Tingel Tangel
- Johannes Heesters 70 Jahre jung, regia di Fred Kraus - film tv (1973)